# André Mücke
André Mücke (* 27. Januar 1983 in Bad Muskau, DDR) ist ein ehemaliger deutscher Eishockeyspieler, der über viele Jahre bei den  Lausitzer Füchsen in der DEL2 aktiv war und seit Februar 2021 Co-Trainer bei Lausitzer Füchsen aus Weißwasser ist.

## Karriere
Seinen ersten Profieinsatz hatte Mücke bereits in der Saison 1999/2000 in einem Zweitligaspiel für den ES Weißwasser. In den folgenden Jahren spielte er zunächst ausschließlich in der Junioren- bzw. der zweiten Mannschaft, ehe er ab der Saison 2003/04 fest zum Kader der Füchse gehörte, die im Jahr zuvor in die Oberliga abgestiegen waren. Bereits im ersten Jahr gelang Mücke mit den Füchsen der Wiederaufstieg in die 2. Eishockey-Bundesliga, wo er in den folgenden vier Spielzeiten für die Lausitzer aufs Eis ging.
Zur Saison 2008/09 verließ der Außenstürmer Weißwasser und wechselte zum Ligakonkurrenten REV Bremerhaven, für den er in zwei Jahren 98 Spiele absolvierte und dabei 34 Punkte verbuchte.
Im Sommer 2010 unterschrieb Mücke einen Vertrag bei den Dresdner Eislöwen, der im Juli 2011 um ein weiteres Jahr verlängert wurde. 2014 kehrte er zu seinem Heimatverein zurück und war dort Mannschaftskapitän.
Im Sommer 2018 beendete Mücke seine Karriere aufgrund einer chronischen Handverletzung.
Seit Februar 2021 ist er Co-Trainer bei Lausitzer Füchsen aus Weißwasser.

## Karrierestatistik
(Legende zur Spielerstatistik: Sp oder GP = absolvierte Spiele; T oder G = erzielte Tore; V oder A = erzielte Assists; Pkt oder Pts = erzielte Scorerpunkte; SM oder PIM = erhaltene Strafminuten; +/− = Plus/Minus-Bilanz; PP = erzielte Überzahltore; SH = erzielte Unterzahltore; GW = erzielte Siegtore; 1 Play-downs/Relegation; Kursiv: Statistik nicht vollständig)